# Tòa án nhân dân cấp tỉnh (Việt Nam)
Tòa án nhân dân tỉnh, thành phố trực thuộc trung ương (Tòa cấp tỉnh, tòa tỉnh) là cơ quan xét xử thuộc Tòa án Nhân dân của Việt Nam và là tòa án có thẩm quyền xét xử cấp sơ thẩm và phúc thẩm tùy vào quy định. Tòa án này có thẩm quyền trên Tòa án Nhân dân quận, huyện, thị xã, thành phố thuộc tỉnh và tương đương và dưới Tòa án Nhân dân Cấp cao.

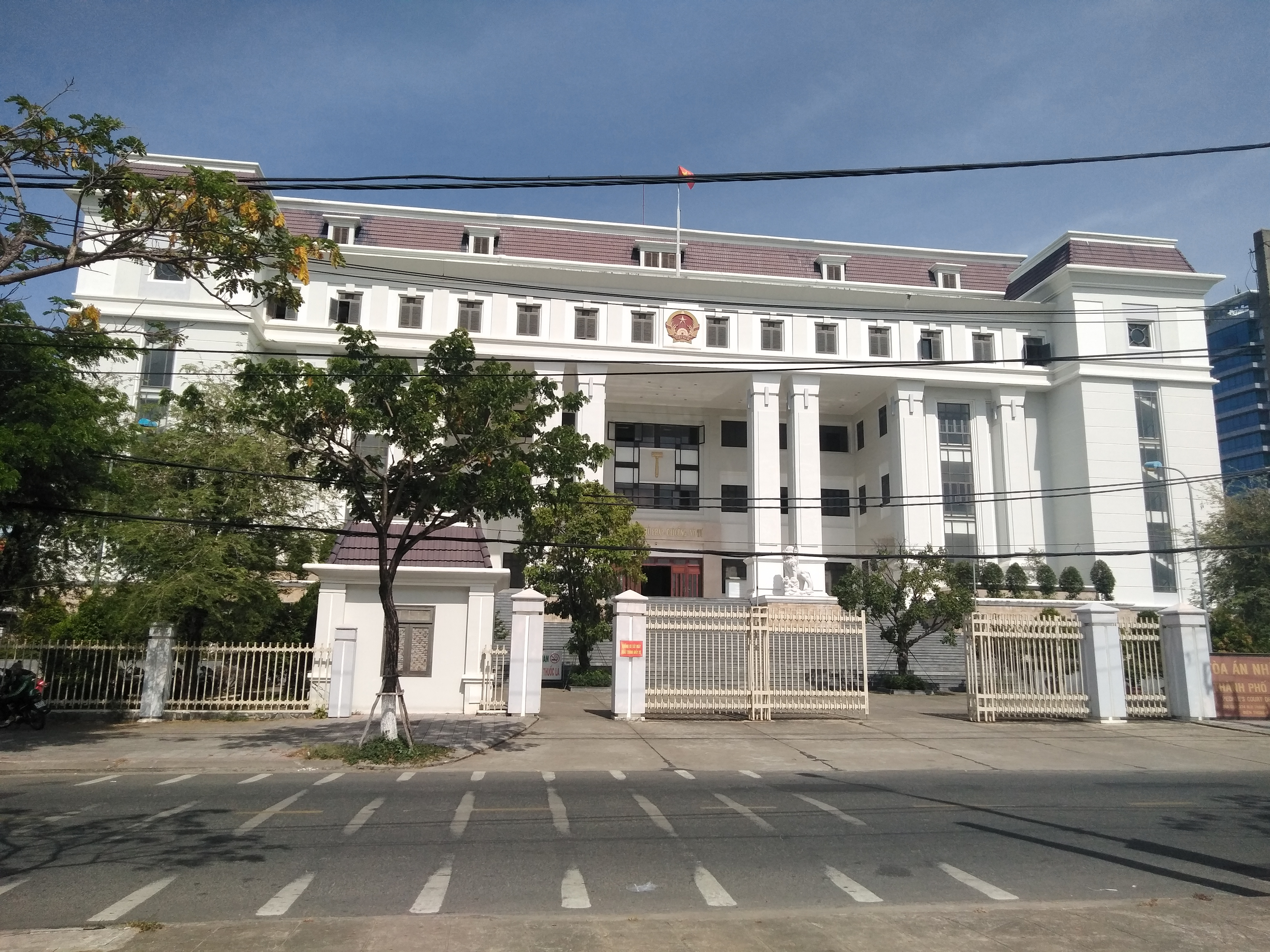
Tòa án Nhân dân Thành phố Đà Nẵng

## Nhiệm vụ, quyền hạn
Các nhiệm vụ và quyền hạn của Tòa án nhân dân tỉnh, thành phố trực thuộc trung ương được quy định ở điều 37 Luật Tổ chức Tòa án nhân dân năm 2014 như sau:
1. Sơ thẩm vụ việc theo quy định của pháp luật.
2. Phúc thẩm vụ việc mà bản án, quyết định sơ thẩm của Tòa án nhân dân huyện, quận, thị xã, thành phố thuộc tỉnh và tương đương chưa có hiệu lực pháp luật bị kháng cáo, kháng nghị theo quy định của pháp luật.
3. Kiểm tra bản án, quyết định đã có hiệu lực pháp luật của Tòa án nhân dân huyện, quận, thị xã, thành phố thuộc tỉnh và tương đương, khi phát hiện có vi phạm pháp luật hoặc có tình tiết mới theo quy định của luật tố tụng thì kiến nghị với Chánh án Tòa án nhân dân cấp cao, Chánh án Tòa án nhân dân tối cao xem xét, kháng nghị.
4. Giải quyết việc khác theo quy định của pháp luật.

## Cơ cấu tổ chức
Cơ cấu tổ chức của Tòa án nhân dân tỉnh, thành phố trực thuộc trung ương gồm:
a) Ủy ban Thẩm phán;
b) Các tòa chuyên trách gồm Tòa hình sự, Tòa dân sự, Tòa hành chính, Tòa kinh tế, Tòa lao động, Tòa gia đình và người chưa thành niên. Trong trường hợp cần thiết, Ủy ban thường vụ Quốc hội quyết định thành lập Tòa chuyên trách khác theo đề nghị của Chánh án Tòa án nhân dân tối cao. Căn cứ quy định tại điểm này và yêu cầu thực tế xét xử ở mỗi Tòa án nhân dân tỉnh, thành phố trực thuộc trung ương, Chánh án Tòa án nhân dân tối cao quyết định việc tổ chức các Tòa chuyên trách. Nhiệm vụ, quyền hạn của Tòa chuyên trách Tòa án nhân dân tỉnh, thành phố trực thuộc trung ương gồm: 1. Sơ thẩm những vụ việc theo quy định của pháp luật; 2. Phúc thẩm những vụ việc mà bản án, quyết định sơ thẩm chưa có hiệu lực pháp luật của Tòa án nhân dân huyện, quận, thị xã, thành phố thuộc tỉnh và tương đương bị kháng cáo, kháng nghị theo quy định của luật tố tụng.
c) Bộ máy giúp việc: Bộ máy giúp việc của Tòa án nhân dân tỉnh, thành phố trực thuộc trung ương gồm có Văn phòng, phòng và các đơn vị tương đương. Chánh án Tòa án nhân dân tối cao quyết định thành lập và quy định nhiệm vụ, quyền hạn của Văn phòng, phòng và các đơn vị tương đương thuộc bộ máy giúp việc của Tòa án nhân dân tỉnh, thành phố trực thuộc trung ương.
Tòa án nhân dân tỉnh, thành phố trực thuộc trung ương có Chánh án, các Phó Chánh án, Chánh tòa, các Phó Chánh tòa, Thẩm phán, Thẩm tra viên, Thư ký Tòa án, công chức khác và người lao động.